# Tösens
Tösens est une commune autrichienne du district de Landeck dans le Tyrol.

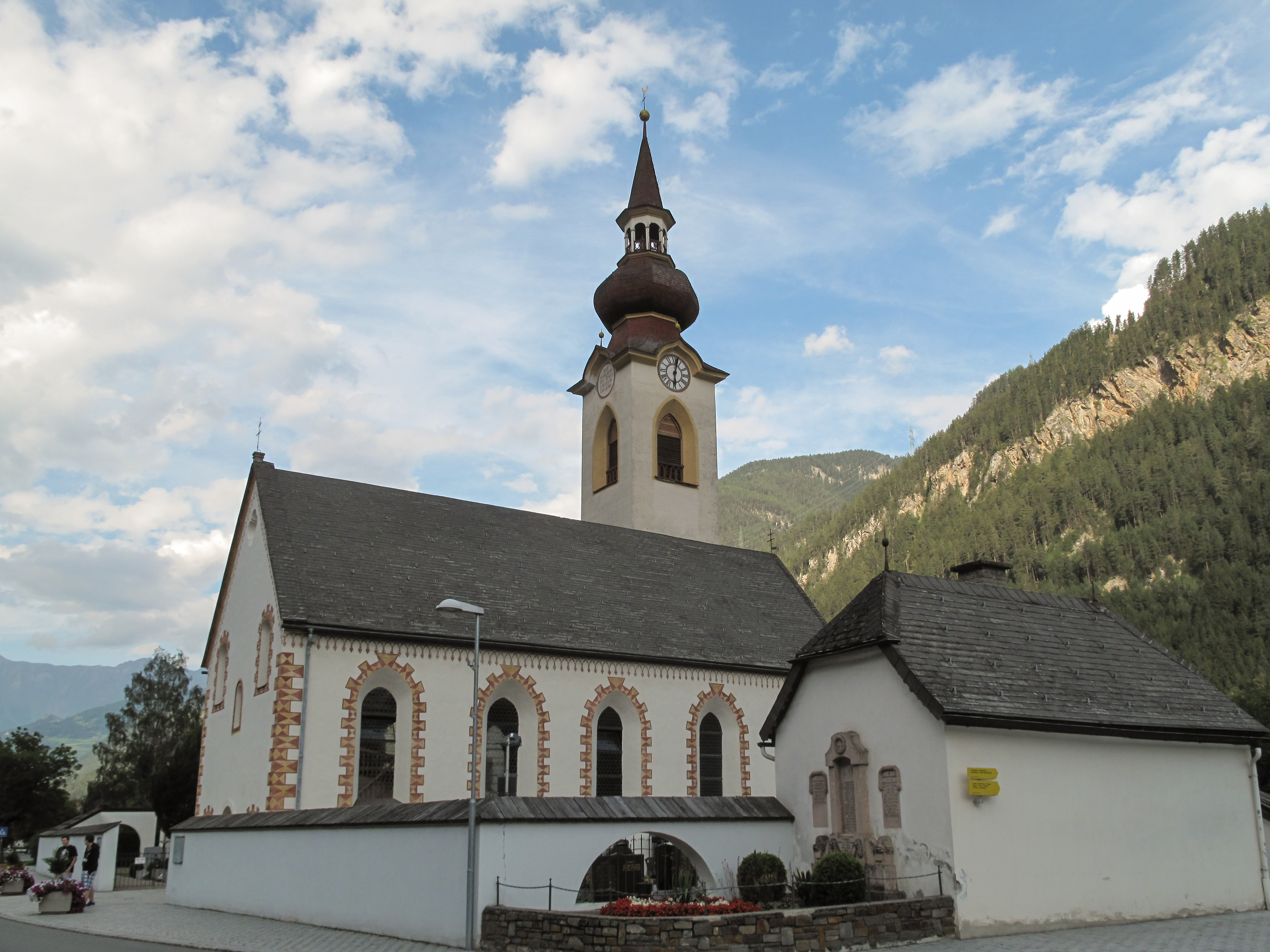
église: Pfarrkirche Sankt Laurentius